# 1960年代のカウンターカルチャー

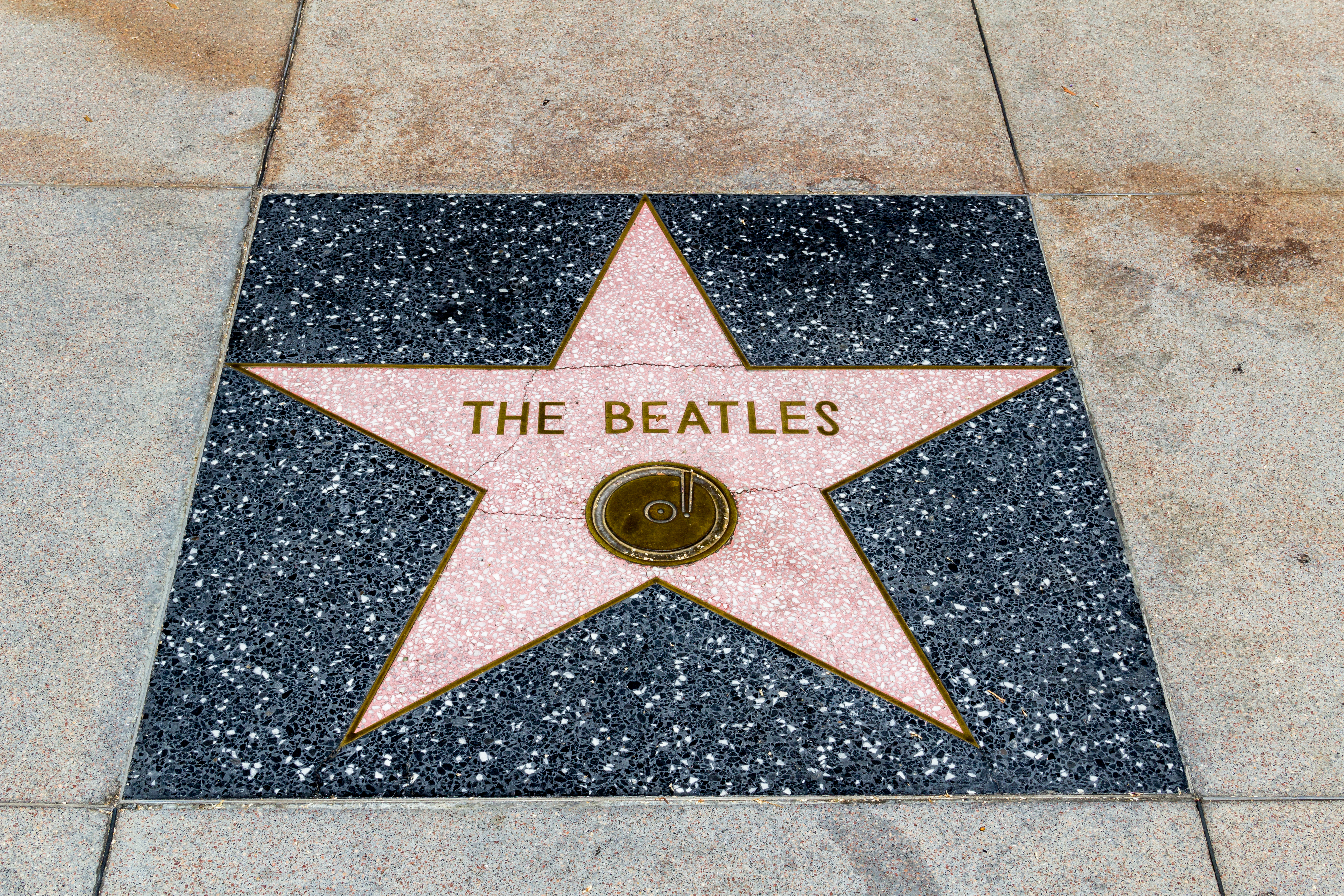
ハリウッドにあるビートルズの☆型タイル。ビートルズはカウンター・カルチャーを代表するグループの一組だった。

本記事では1960年代のカウンターカルチャー（1960ねんだいのカウンターカルチャー、対抗文化）について記述する。
1960年代のカウンターカルチャーは当初、イギリスとアメリカ、西ヨーロッパ諸国で発生した。その後、1960年代半ばから1970年代前半にかけて、日本やブラジルなど世界各地に拡散した。サンフランシスコ、パリ、ロンドン、ニューヨークなどの都市は、カウンターカルチャーの拠点となった。

## はじめに
当時、市民権運動は拡大しつづけていた。それは、ベトナム戦争へのアメリカ政府の軍事介入がひろがってゆくのにともなって、やがて革命的なものになった。
1960年代は、ほかの問題についても社会的な緊張がひろがった。たとえばセクシュアリティ、女性の権利、伝統的な権威、向精神薬などのドラッグによる精神実験、アメリカンドリームの解釈のちがいなどである。現代にまでつながる、これらの問題の多くの重要な動きは、1960年代のカウンターカルチャーの中で最初に生まれたり、発展したりしていった。時代がすすむにつれて、新しい文化や実験、ボヘミアン主義の現代化、ヒッピーなどのオルタナティブなライフスタイルなどのダイナミックなサブカルチャーが登場した。そのクリエイティビティはビートルズの作品や創造的な映画監督などの映像作家にとくに顕著にみられた。60年代の象徴だったビートルズにくわえて、おおくの違った分野での、おおくの創造的なアーティスト、作家、思想家が、カウンターカルチャー・ムーブメントの手助けとなっていった。
いくつかの要因から、1960年代のカウンターカルチャーはそれ以前の時代の反権威主義的運動と区別することができる。第二次世界大戦後の「ベビーブーム」は、それまでに前例のなかった潜在的な不満をもった若者を生み、未来の社会参加者として、アメリカや他の民主主義社会の方向性をもういちど考え直させた。戦後の豊かさは、カウンターカルチャー世代に、生活必需品の提供に心をわずらわせていた両親世代とは違った視点をあたえた。またこの時代、とくにアメリカで、行動と原因のかなりの部分が、すばやく主流の社会に同化されたという点も注目に値する。

## 1960年の時代背景
1960年代はじめ、共産主義と資本主義のあいだの冷戦は、大国間でのスパイ活動や戦争の準備をふくんでいた。
大国は小国に対する軍事的、政治的な介入をおこない、これらの活動の失敗の一部から、大国の政府への幻滅と不信感とがひろがることとなった。たとえば、1968年のハンガリー動乱やチェコスロバキアの「プラハの春」などソ連の反共産主義デモに対する手荒い反応、それから1961年のキューバのピッグス湾事件でのアメリカのぶざまな失敗などである。アイゼンハワー大統領のまやかしは、1960年のU-2撃墜事件の真実に関するもので、政府は見えすいた嘘をつき、その時代のひとびとのあいだの権威に対する不信はますます高まっていった。
1963年の「部分的核実験禁止条約」(PTBT)は、政治的および軍事的なラインにそったアメリカのエスタブリッシュメントの意見をわけた。東南アジア条約機構(SEATO)、特にベトナムについての条約上の義務に関する政治的意見の不一致や他の共産主義勢力への対抗方法についての議論もまたエスタブリッシュメントのなかで意見の一致をみなかった。イギリスでは、売春婦クリスティーン・キーラーによる「プロヒューモ事件」がおこり、当時のマクミラン政権への幻滅がひろがって、リベラルな行動主義への刺激になった。
1962年10月、世界を核戦争の瀬戸際へと追いこんだキューバ危機は、その大部分が二枚舌のスピーチとソ連の一連の行動によって助長された。また、 1963年11月のジョン・F・ケネディ大統領の暗殺とその事件に関する説明は、若者をふくむ一般のひとたちの政府への信頼をさらに低下させるものだった。

## 社会問題、そして行動

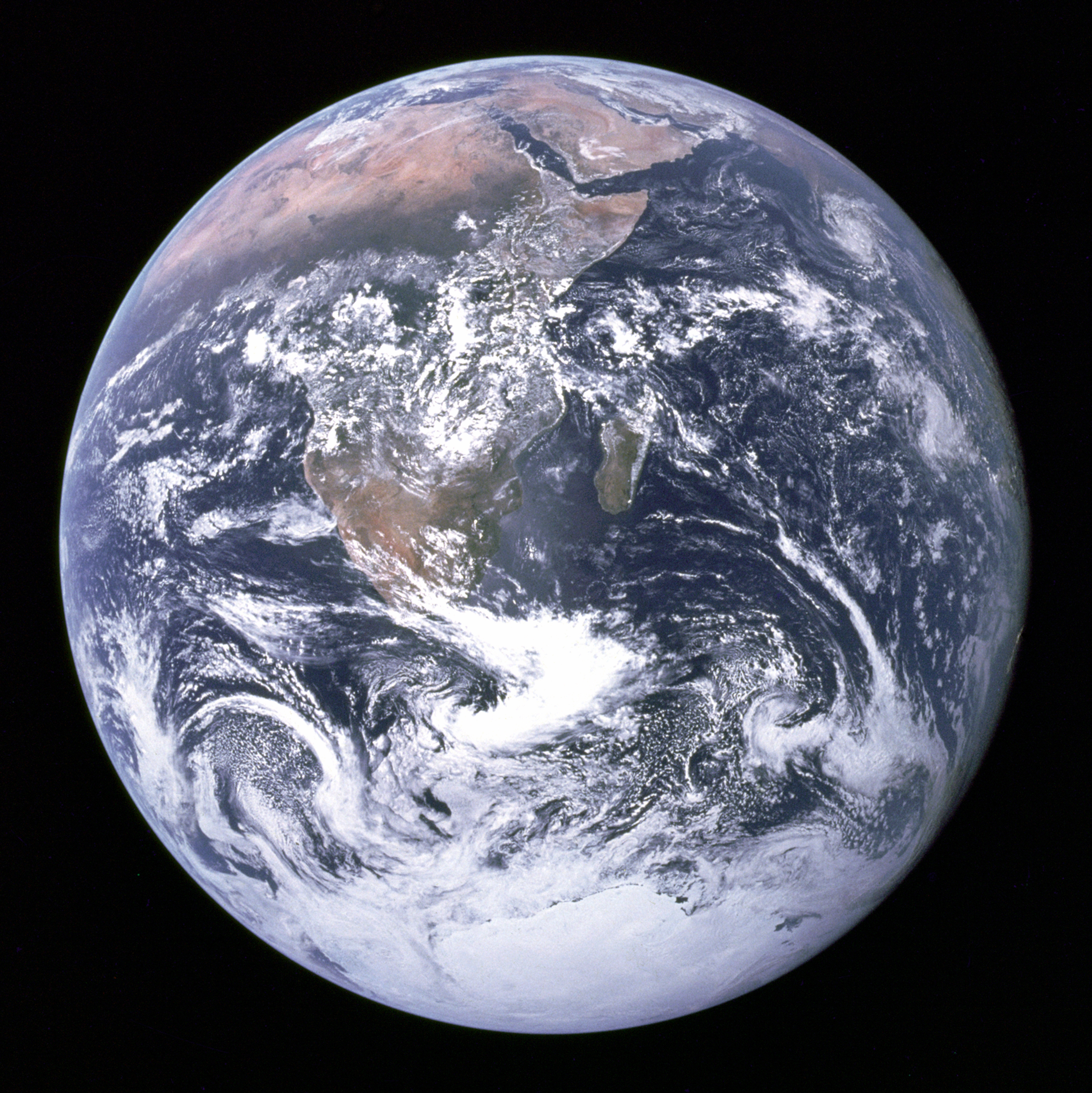
アポロ17号からの地球の写真。この時代、宇宙開発がはじまり、地球そのものがはじめて客観視できるようになったというのも人々にじかの意識改革をせまった要因のひとつだろう。

くわえて、アメリカにはあまたの社会問題が横たわっていた。それらは、よりカウンターカルチャー運動の成長を促すものだった。
白人の国家支配による南部黒人たちの長期にわたる公民権の剥奪、雇用、住宅、公衆へのアクセスなどの人種差別の継続、それにもとづく憲法上の市民権の違法性を解決しようとする非暴力的なムーブメントが、北でも南でもおこった。大学のキャンパスでは、学生活動家が基本的な憲法上の権利、とくに言論と集会の自由の権利をもとめた。カウンターカルチャーの活動家は貧困層の窮状を認識し、地域のオーガナイザーたちはとくに南部や米国の都心部で貧困対策プログラムへの資金提供のためにたたかった。環境保護活動は、進行する工業化から生じる汚染、化学物質をふくんだ農薬のあやまった使用の急速な一般化への理解をふかめることから発展していった。生物学者レイチェル・カーソンのようなひとたちは、おおくの国のエスタブリッシュメントたちからの抵抗にもかかわらず、グローバルなひとたちのあいだに「地球のこわれやすさ」に関する新しい意識を育む重要な役割を果たした。
マイノリティーの権利、女性、同性愛者、障害者、そして他の無視された有権者に対処する必要性は、1950年代のオーソドックスな価値から自由になった数多くの若者たちが担った。彼らはより大きな「包括性」と「寛容さ」をもつ社会風景をつくろうと挑戦する。新しい、より効果的な避妊薬がつかえるようになったことはセックス革命の重要な基盤だった。望ましくない妊娠の脅威のない「レクリエーション・セックス」の概念は、社会的動態を根本的に変え、伝統的な結婚の範囲外での性生活習慣において男女双方によりおおきな自由を許すようになった。このような環境の変化にともない、1990年代には、婚外子の割合は、白人では5％から25％に、アフリカ系アメリカ人では25％から66％へと増加した。

## カウンターカルチャーのメディア受容

### テレビ
第二次世界大戦後に生まれた人たちにとって、娯楽と情報の源泉テレビが登場した。そして戦後の豊かさとテレビ広告の刺激によってもたらされた消費の拡大は、かえってベビーブーマー世代の若者たちの幻滅を生み、新しい社会行動規範をもたらした。

### ニュー・シネマ

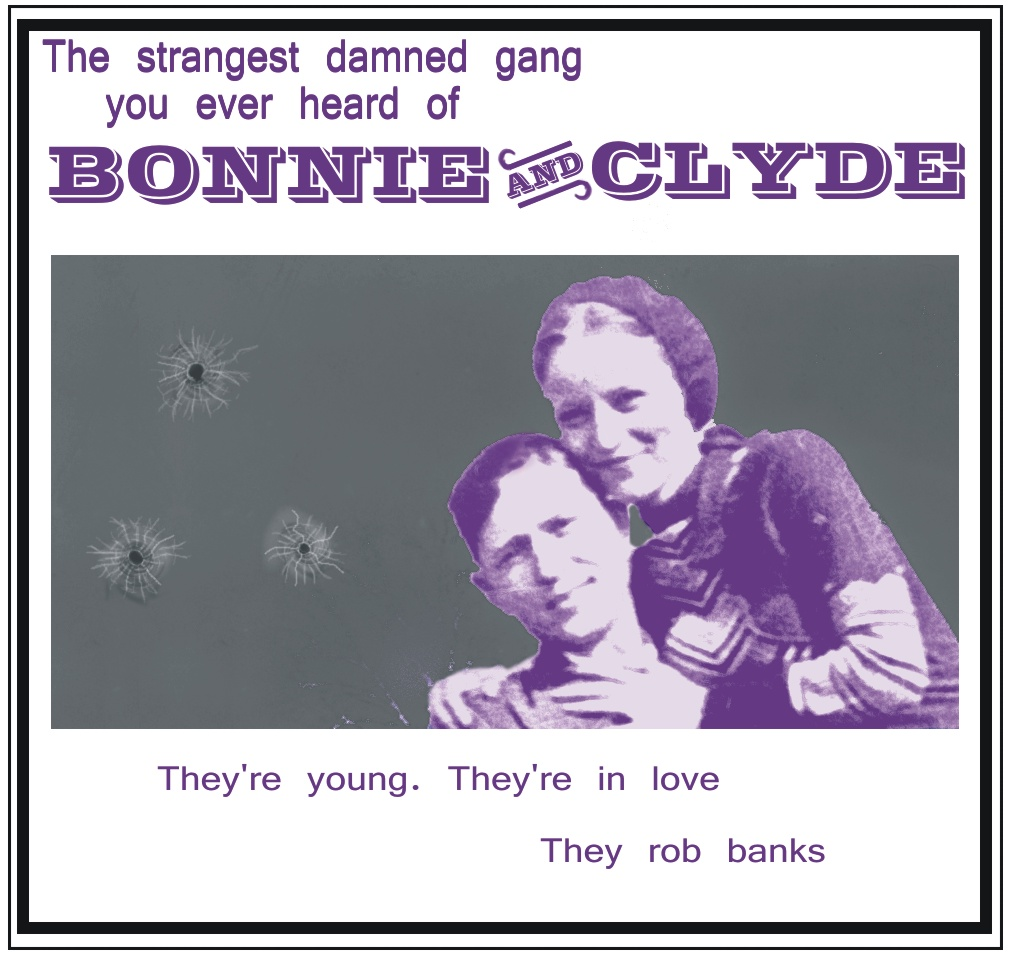
1967年の「俺たちに明日はない」で有名になった銀行強盗の「ボニーとクライド」。映画のテーマになることの少なかった屈折したアンチヒーローがニューシネマではさかんに取りあげられるようになった。

1960年代、段階的にアメリカの映画制作のヘイズ・コード検閲が廃止された。それから同時代的な価値がつくられて、ヨーロッパやアジアの映画の新しい芸術表現、アートシアター、ポルノ、そしてメインストリームの映画制作、流通、および上映の新しい時代が幕をあけた。検閲のおわりはアメリカの映画産業に改革をもたらした。あらたに発見された芸術的自由によって、すべてのジャンルをカバーする才能あるニューウェーブの映画制作者が、ハリウッドの映画スタジオがまだカウンターカルチャーの若者にとってエスタブリッシュメントの一部だとみなされていたにもかかわらず、これまで禁止されていた現実的なテーマを近所の映画館のスクリーンで上映した。代表的なニュー・ハリウッドの映画には「俺たちに明日はない」と「イージー・ライダー」などがあげられる。

### ニュー・ラジオ
1960年代後半、それまでアメリカではあまり知られていなかったFMラジオが登場。AM、FMともに反抗の音楽としてのロックの発信源として注目され、カウンターカルチャー世代の若者向けなプログラムを放送した。

## ライフスタイルの変化

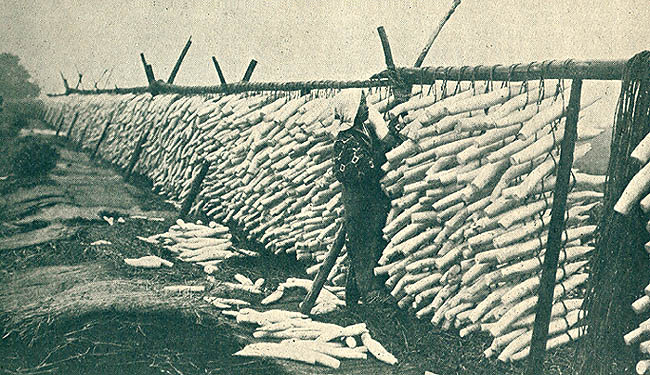
むかしの日本の農家。日本で「back to the land（農村回帰）運動」がいまひとつ盛り上がらないのは、やはり封建的な村社会に対する嫌悪感があるからだろう。アメリカのような自由なコミュニティーにはなりにくい。

集団、コミュニティー、そしてインテンショナル・コミュニティーは、この時代よりポピュラーになった。
アメリカでは、さまざまなコミュニティーとは土地へともどって外の干渉から自由に生きる農業の試みとしてあらわれた。時代がすすむにつれて、ふつうのコミュニティへの幻滅だけでなく、カウンターカルチャーそのもののある要素に対しても反応した。人々は新しいコミュニティをつくって、賛同する人たちをあつめた。これらの自立的コミュニティの中から、環境保護活動が生まれた。霊的意識、ヨガやオカルトの実践、そして潜在能力への関心が生まれ、組織化されたそれまでの宗教観をかえていった。1957年、ワシントンの調査会社ギャラップの調査によると米国の住民の69％が、宗教が影響力を増していると答えた。
ジェネレーションギャップ、つまり古い世代と新しい世代のあいだの世界観のギャップはおそらくカウンターカルチャー時代にもっとも大きなものだった。1960年代から1970年代はじめにかけて開いたギャップは、若者のファッションやヘアスタイルの急激な変化から生まれたものだったが、旧世代のひとたちはそれを誤解して嘲笑した。男子のロングヘア、黒人のアフロヘアー、女子の露出ファッション、主流化するサイケデリックな服とヒッピー文化。結局のところ、実用的で快適なカジュアルファッション、つまりTシャツ（しばしば、タイダイ染めや政治主張の文句だったものの）とリーヴァイスのブルージーンズぐらいが新旧世代の共通点となった。世界的にはTシャツ、ブルージーンズ、一般的なカジュアルウェアの人気が高まっていたにもかかわらず、カウンターカルチャーファッションは、1970年代後半のディスコとパンクロックの時代到来によって幕を閉じた。

## ドラッグ文化

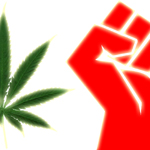
60年代、マリファナはカウンターカルチャーの重要なアイコンとなった。大学生はキャンパスでマリファナを流通させた。

60年代、アメリカでは「レクリエーション・ドラッグ」の法的な犯罪化がすすみ、逆に「反＝エスタブリッシュメント」に燃えるカウンターカルチャー世代の若者たちを活発化させた。
マリファナの使用が爆発的に増加し、大学キャンパスの学生たちのあいだでは禁止されたドラッグの調達と使用のため、秘密の仕事をおこなう学生が増えた。マリファナを麻薬に分類して、その使用に重大な刑事罰を課したため、それらはアンダーグラウンドへと叩きこまれた。おおくのアメリカ国民は、政府からの懲罰をおそれて、ドラッグ使用のため、大部分が秘密主義の生活を送ろうとした。

## 反戦運動
1960年代、大学生（それからほかの活動家）と法執行当局とのあいだの対立が時代の特徴のひとつになった。
おおくの若者が警察への強い不信感を表明しはじめ、警察を侮辱する「PIG-豚」などの言葉がつかわれ、カウンターカルチャーのキーワードとなった。警察への不信感は、抗議デモの警察の暴力への恐怖心からだけでなく、一般的な警察の腐敗、特に証拠の捏造や薬物事件での徹底的なおとり捜査にも原因があった。米国では、カウンターカルチャーと法執行機関のあいだでの社会的緊張が限界に達することもあった。1968年のニューヨーク市でのコロンビア大学の抗議、1968年のシカゴでの民主党全国大会の抗議、ミシガン州アナーバーのジョン・シンクレアの逮捕と投獄、オハイオ州ケントのケント州立大学での国家警備隊代理人の銃撃事件など。イギリスでも同様に警察の不正行為はこの時代に進行した問題だった。

## ベトナム戦争
ベトナム戦争の支持者と反対者とのあいだの長期的な国の分断は、まちがいなくカウンターカルチャー運動のもっとも重要な要因だった。
反戦の支持は若者のあいだでのみで行われていたという広く受け入れられている意見は神話だけれども、が、しかし、実際のところ、アメリカの主要都市やヨーロッパの国で何百万人もの人々を連帯させ、米国の5つの大会や2つの大統領政権で戦争政策に反対したことは本当だ。

## 世界各地のカウンターカルチャー

### 西ヨーロッパ

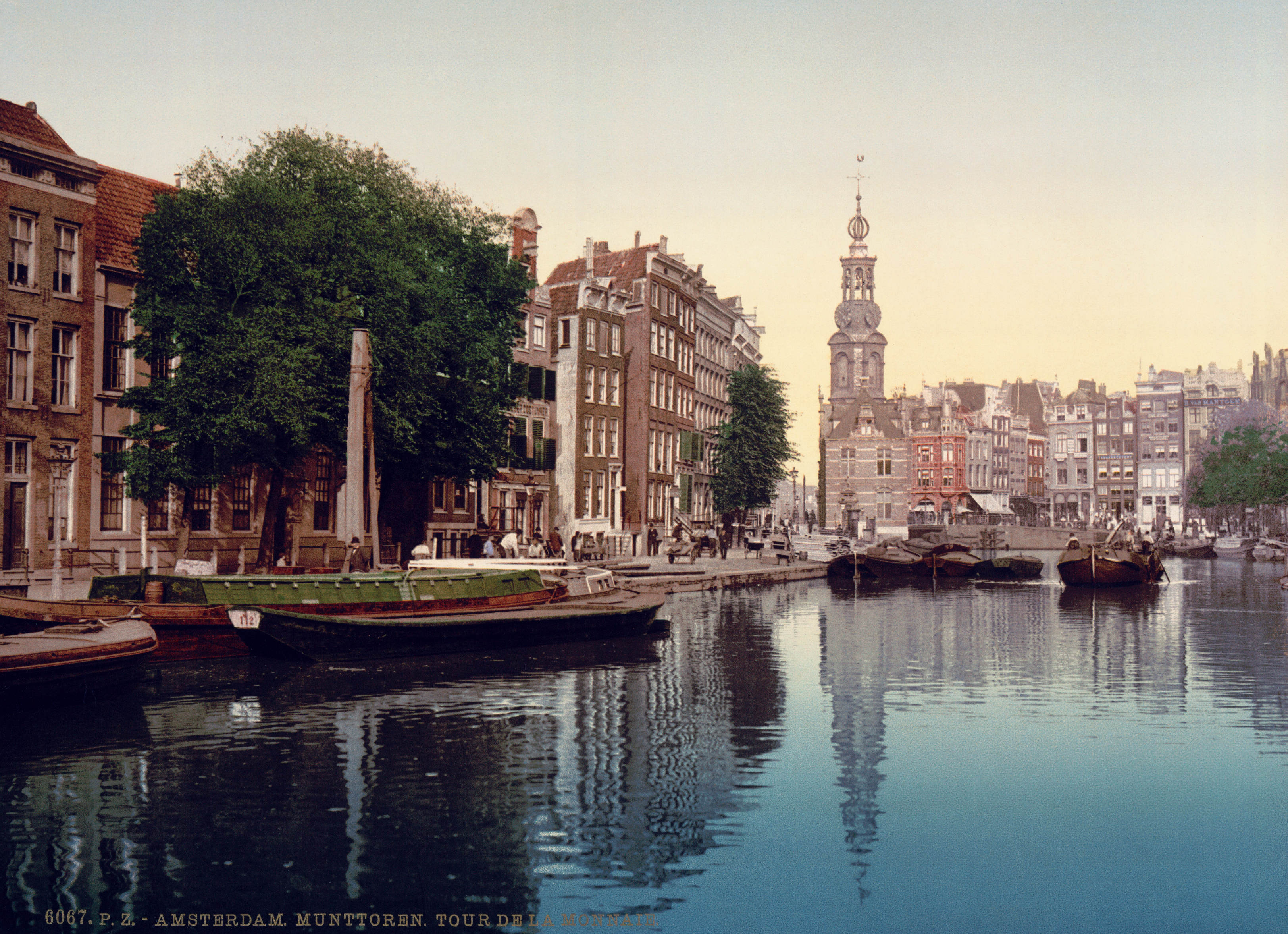
運河の街オランダのアムステルダム。標高が低く、スペイン語ではより直接的な表現で「Países Bajos（低い国）」と呼ばれていることでも知られている。

西ヨーロッパのロンドン、アムステルダム、パリ、ローマ、コペンハーゲン、西ベルリンがアメリカのサンフランシスコとニューヨークの対抗文化センターのライバルだった。

イギリスのアンダーグラウンドは、米国のサブカルチャー、ヒッピーに連動し、雑誌や新聞、ファッション、音楽グループ、クラブなどを生みだした。アンダーグラウンドの人物バリー・マイルズ氏はこう述べる。
「アングラは、反＝エスタブで反抗的で反戦的、さらにロケンロ―な個人のためのニックネームの共同体であり、そのおおくは同じようにドラッグに魅かれてた。彼らは、平和を、より幅広い意識を、愛とセックスの実験を、社会のラットレースよりも価値のあるものとして探したんだ。ん、だけど、そのあいだ、古い考えの中産階級は依然として他の人に普通の価値を課す権利があると感じてたんだ。それで戦いになったのさ」
オランダの、プロボは「非暴力的な「餌」をつかって、当局からの暴力的な反応を誘発すること」に焦点をあてたカウンターカルチャー運動をおこした。
フランスでは、1968年5月パリで全般的なストライキを現状に不満をもった学生たちが率いて政権を追いつめた（五月革命）。
「コミューン１」または「K1」は西ドイツのコミューンであり、風刺と挑発のあいだのビザールなステージイベントで知られていた。このイベントはその他の左派グループにインスピレーションを与えた。1968年の夏の終わり、コミューンは方向性をかえるため、フランクフルトにある荒廃した工場へと移動した。第二段階の「コミューン1」は、セックス、ドラッグ、ミュージックによって特徴づけられた。すぐにコミューンは世界各地から訪問をうけ、ジミ・ヘンドリックスを含む来場者が訪れた。

### チェコスロバキア

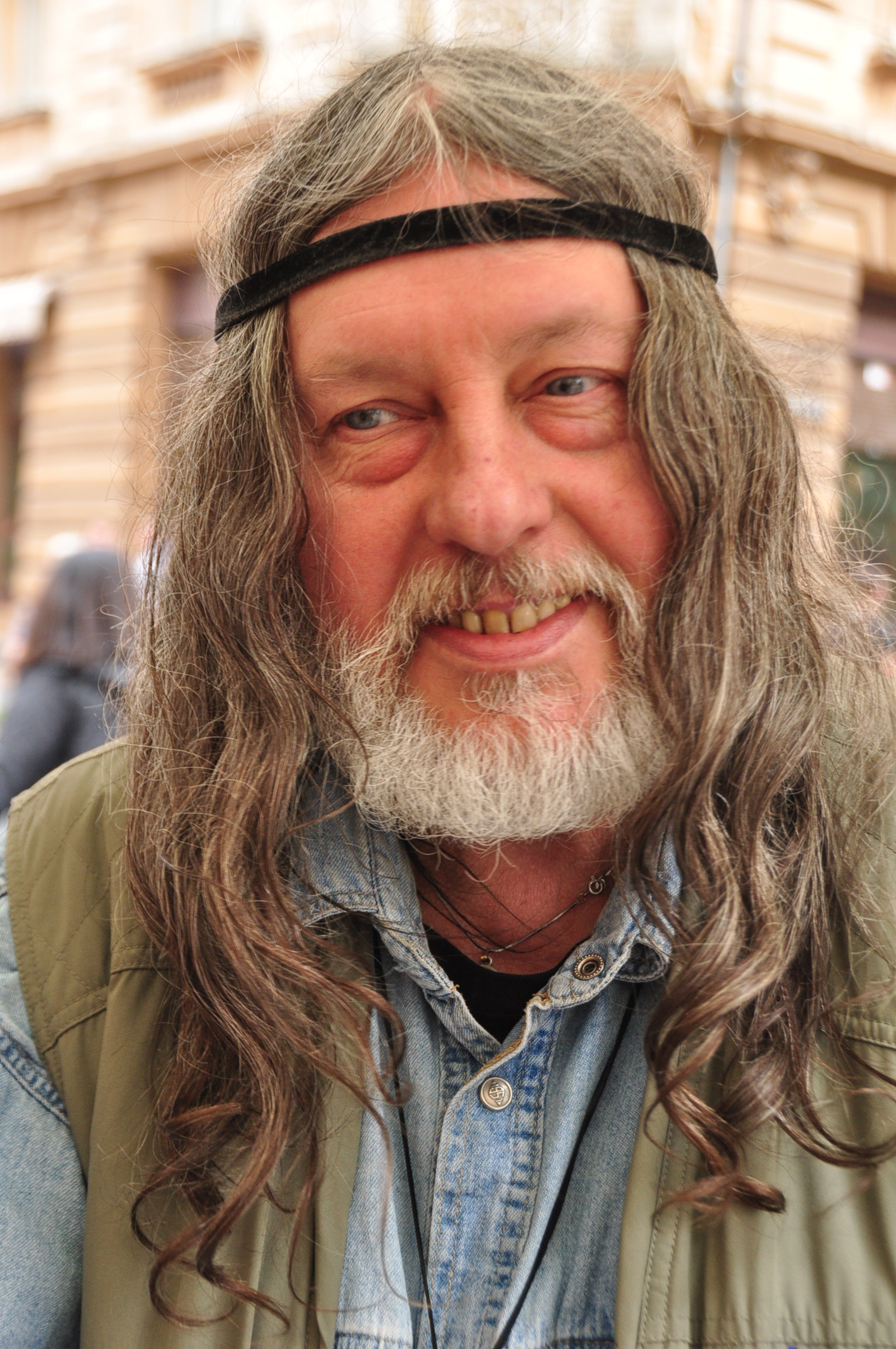
宗教そのものに否定的だった旧共産諸国で男性の長髪は「聖者」のイメージを連想させるものでもあったという。モダンな社会にプリミティブがまぎれこんだことへの反発は旧ソ連やチェコでは強いものだった。写真はウクライナ人のヒッピーAlik Olisevych Lvivさん。

チェコ語の「Mánička」は1960年代から1970年代にかけて、長髪の若い男性につかわれていた。
この時期、共産主義国チェコスロバキアでは男性の長髪は政治的、社会的態度の表現だと考えられていた。1960年代半ばから、この 「だらしない男」は、パブ、映画館、劇場に入場することはできず、チェコのいくつかの都市や街では公共交通機関を利用することさえもできなかった。1964年、モストとリトヴィーノフの公共交通機関は長髪の「Mánička」を不快感を与える人物として除外した。2年後、ポジェブラッティの市議会は「Mánička」が街の文化機関に入ることを禁止した。1966年8月、 プラハの「Mánička」が高級レストランを訪れることは法律で禁止されていると通告した。
1966年に、チェコスロバキアの共産党がおこなった大規模なキャンペーン中に、およそ4000人の若い男性がしばしば州警察の支援をうけた一般市民のシンパに長すぎる毛を切られることとなった。1966年8月19日、州警察によって組織された「安全介入キャンペーン」で長髪の「Mánička」の140人が逮捕された。「長髪のコミュニティ」はプラハで抗議活動を組織した。100人以上の人々が「おれたちの髪をかえしてくれ！」もしくは「美容師からはなれよう！」と言ったスローガンを支持した。州警察は主催者とコミュニティの会議の一部参加者を逮捕し、そのなかには懲役刑を受けたものもいた。新聞「Mladáfronta Dnes」によると、1966年のチェコ内務省は「Mánička」の出現頻度の詳細な地図をまとめた。1969年8月、チェコのソビエト占領1周年記念のあいだ、チェコの長髪の若者は占領に抗議する国の中でもっとも活発な声のひとつだった。彼ら「Mánička」こと青年の抗議者たちは、公式に正規化された報道陣によって「浮浪者」、それから「怠け者」として表現された。

### オーストラリア

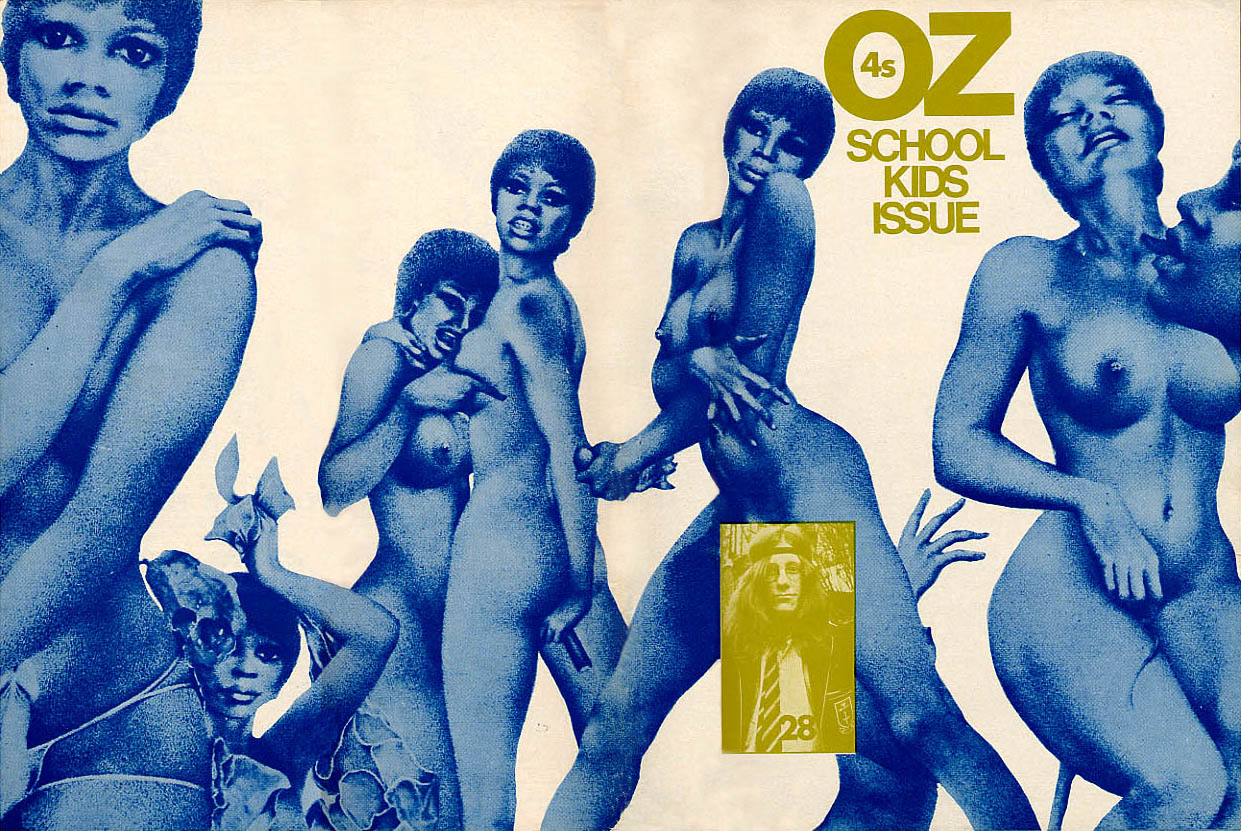
オーストラリアの雑誌。オズマガジンの裸の女性の表紙。

オズ誌（Oz magazine）は、1963年から1969年にかけてオーストラリアのシドニーで風刺的なユーモア雑誌として出版され、1967年から1973年までロンドンで2番目によく知られた「サイケデリックヒッピー」雑誌になった。アンダーグラウンド報道の一環として広く知れわたったのは、1964年のオーストラリアと1971年の英国での2つの有名な猥褻裁判だった。

### メキシコ
メキシコでは、ロックミュージックは1960年代の若者の反乱にむすびついていた。
メキシコシティ、モンテレイ、ヌエボ・ラレド、シウダード・フアレス、そしてティファナなどの北部都市は、米国の音楽にさらされていた。おおくのメキシコのロックスターがカウンターカルチャーと関わった。1971年、催された3日間のロックフェス、「ルデァス・デ・アバンダロ」は、メキシコシティにほど近い町トルカのアヴァンダロ渓谷でオーガナイズされ、「メキシコのウッドストック」として知られるようになった。ヌード、ドラッグ、そしてアメリカの星条旗は、政府がのちの10年間ロックンロール公演を締めつけたほどに、保守的なメキシコ社会を激怒させた。メキシコの近代化の証明として開催されたこのフェスティバルは、大衆を引きつけることは予想されず、政府は最終的に困難におちいった参加者を大量に避難させなければならなかった。これはメキシコの歴史のなかでも極端に抑圧的な時代、ルイス・エチュベリア大統領時代におこったことだった。
メキシコでは、カウンター・カルチャーや学生の抗議活動につながるものは、1968年におきたトラテロルコの悲劇の繰りかえしをおそれ、公衆放送での放送が禁止された。禁止をかいくぐったのは「Three Souls in My Mind 」のような、少しのバンドだけだった。ポピュラーに残れたのは、歌詞をスペイン語に適応させたことが理由の一つだった。メキシコのロックグループは1980年代半ばにようやく公的に公演することができるようになったが、外国バンドの演奏は1989年まで禁止されていた。

### アルゼンチン
「コルドバゾ」は、1969年5月末、アルゼンチンのコルドバ市で、ホアン・カルロス・オンガニーア将軍の軍事独裁下で市民蜂起をおこした。これはロザリオゾの数日後、そしてフランスの五月革命の1年間後だった。以前の抗議とは対照的に、「コルドバゾ」は、マルクス主義者の指導者たちが率いる以前の闘争には関係しておらず、軍事独裁政権に対して学生と労働者を結びつけた。

### 日本
日本のカウンターカルチャーの文化的中心地は、風月堂などが存在した「新宿」だった。1967年、世界の流れをうけて、新宿に「フーテン族」が登場した。彼らは素足、ヒゲ、長髪、ジーパン、Ｔシャツと独特の薄汚れたファッションに身をつつみ、既成の価値観に背を向けてハイミナ―ル、シンナー、睡眠薬、LSDなどで酔い、ゴーゴーで踊った。当時の大人は彼らを、「浮浪者っぽい服装」の「フリーセックス」と「ドラッグ」を嗜好する怠惰で軽薄な若者として見た。いっぽうでＧＳサウンドの盛り上がりやビートルズの来日など、カウンターカルチャーの文化・風俗面での受容はすすみ、赤坂「MUGEN」などの初期ディスコがつくられ、海外のアーチストがライブをおこない、文化人をよびよせた。「安保闘争」など体制への反発の意味での学生運動は「反米」を掲げており、政治問題と文化・風俗とが分離・細分化し、相対的に欧米のような大きなうねりとはならなかった。
邦画では、大島渚らの「日本ヌーベルバーグ」があらわれた。また、若松孝二は、より大胆な性描写をふくむ同時代の若者の日常風景を描いた。彼らの作品は、若者向けの映画の典型となった。寺山修司のアングラ演劇「天井桟敷」や唐十郎の「状況劇場」は、当初からアンダーグラウンドを志向する特異な感性と高い芸術性から人気をあつめ、横尾忠則などのアーチストを生んだ。また、「あしたのジョー」「巨人の星」などの劇画ブームがおとずれ、ハードボイルドで時に屈折した内面的なテーマや、剥きだしのエロスを描いた。
ロックフェスティバルは1969年に第1回「日本ロック・フェスティバル」が厚生年金ホールで行われたのを皮切りに、1969～71年にかけての「中津川フォークジャンボリー」など、全国各地で催されるようになり、現在でもおおくの人をあつめ、活発に展開されている。
日本では市民レベルにおいて、反権力やフェミニズム、人種的平等を含む政治運動が発生した。ドラッグの使用は一般化しなかったが、それ以外の音楽、映画、文学、若者文化の分野では非常に多様なカウンターカルチャーの影響がみられた。

## カウンターカルチャーのさまざまな運動

### 公民権運動

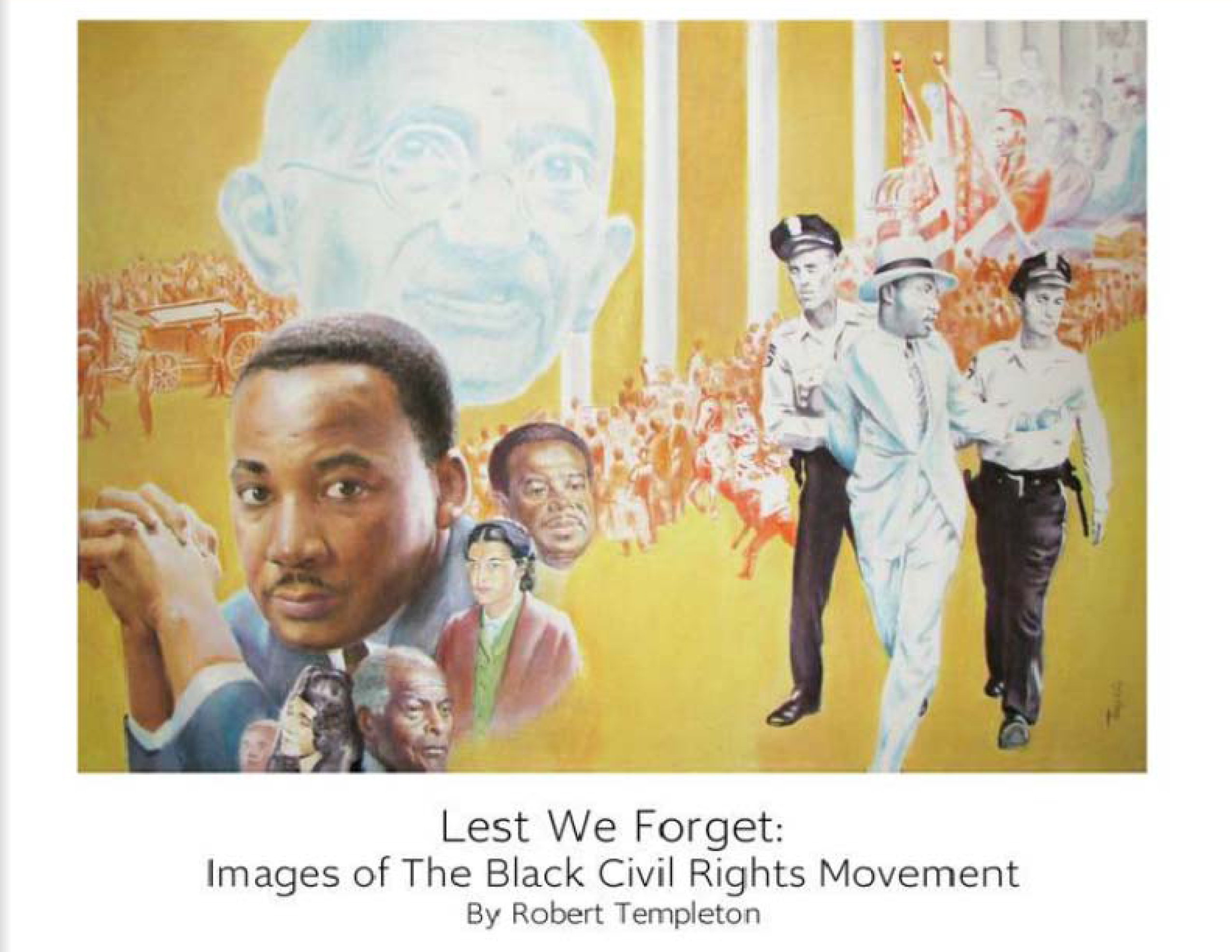
公民権運動のイメージ画。非暴力運動のイコンとして、キング牧師とマハトマ・ガンジーのすがたが見える。

公民権運動はカウンターカルチャー運動の重要な要素だった。米国憲法のもとで保証されている平等な権利がすべての市民に当てはまることを証明するために、非暴力な方法をとった。多くの州がアフリカ系アメリカ人に対して、これらの権利を違法であるとして拒絶したが、これは1960年代初期と中期に改善された。

### フリースピーチ運動
1960年代のカウンターカルチャーの多くは、大学のキャンパスに由来していた。米国南部の公民権運動に根ざしたカリフォルニア大学バークレー校の1964年のフリースピーチ運動は、公民権運動が運動に影響をおよぼした初期の例だった。バークレーでは、学生グループが大学とその企業スポンサーの関心と習慣とは相反することに関心を持っていると認識しはじめた。生徒ではない反抗的な若者たちも、フリースピーチ運動に参加した。

### 新左翼運動
新左翼は、西側諸国で1960年代と1970年代に発生した左翼運動を記述するために、各国で使用されている用語である。彼らは、労働運動を志向した旧左翼とは異なり、社会的行動主義をとった。米国の「新左翼」は、大学キャンパスでの抗議運動と急進的な運動に関連している。英国の「新左翼」は、第二次世界大戦後の旧左翼の誤りを訂正しようとする、知的につくられた運動であった。1970年代にはいり、新左翼の活動家が党のプロジェクトに取り組み、社会正義のオーガニゼーションを発展させたり、アイデンティティ政治やオルタナティブライフスタイルへ移行したりすると、政治的には非活動的になった。
1950年代と1960年代の新左翼の登場は、社会主義への関心を復活させた。新左翼は旧左翼の権威主義を批判し、個人の自由と自主性に強い関心をもち、共産主義、評議会、産業労働者などの古い社会主義の伝統を再発見した。新左翼はまた、アナキズムの復活をもたらした。アメリカの「ラジカルアメリカ」や「ブラックマスク」、「Solidarity」、「Big Flame」、「Democracy & Nature」のような定期刊行物は、よりおおきな国際ジャーナルに引きつがれた。また参与型経済などより包括的な民主主義があらわれた。
1960年代から1970年代にかけてヨーロッパ諸国ではアナキズムに関心が高まった。アナキズムは1960年代のカウンターカルチャーに影響を与え、60代後半の学生や労働者の反乱に積極的に参加した。1965年、カララで開催されたイタリアアナキズム連盟のIX議会で、グループがこの組織から切り離され、「Gruppi di Iniziativa Anarchica」が創設された。70年代はおもに平和主義のオリエンテーションやヌーディストなどのベテランのアナキストで構成されていた。68年5月におきた5月革命のあいだ、フランスではおおくのアナーキストグループが活動した。

### 反戦運動

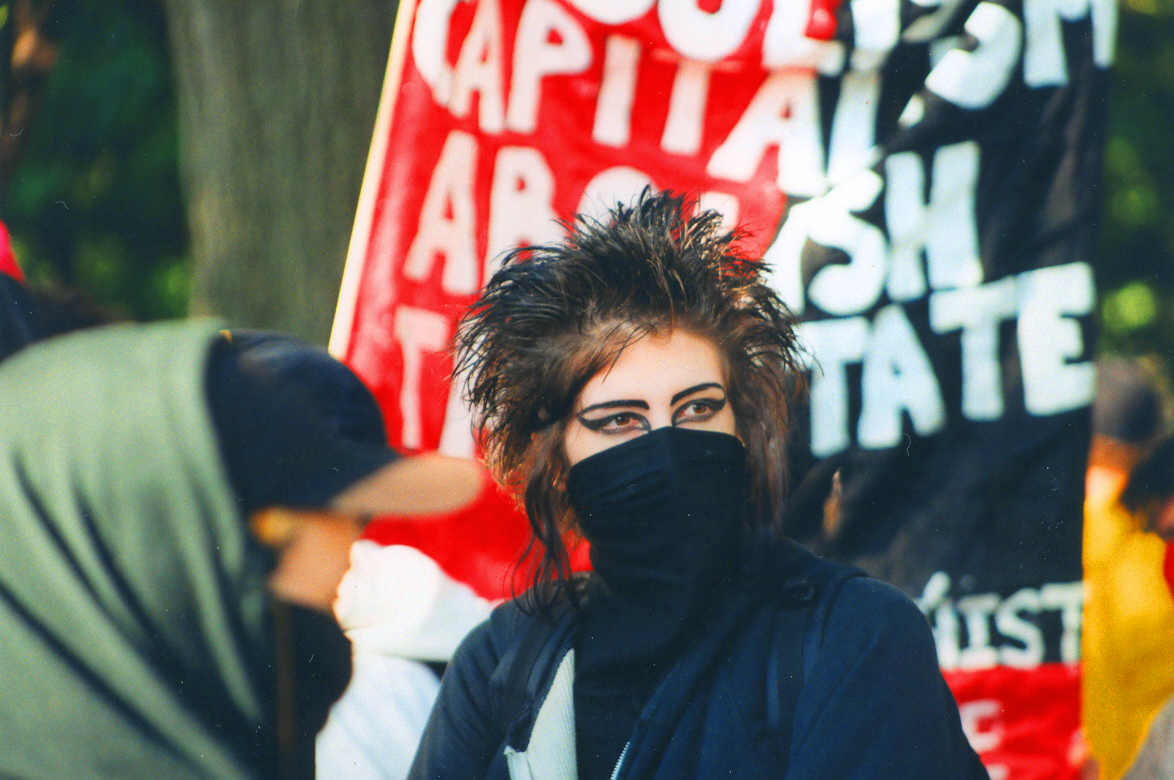
現代の反戦デモ。顔を半分マスクで隠すスタイル。海外で日本のマスクが奇妙に見られるのは、デモに参加する若者のスタイルとイメージが重複されるためだろうか。

1958年、ロンドンのトラファルガー広場で「水素爆弾禁止」のデモに学生と平和主義者からなる60,000〜100,000人の抗議者があつまった。
1964年、ベトナム戦争への異議申し立てが米国の大学キャンパスではじまった。
学生運動はベビーブーマーのあいだで重要なテーマとしてひろがり、おおくの他のグループを巻きこむようになった。中流と上流クラスの兵役免除と延期は、貧しい労働者階級とマイノリティーのとの数字上での不均等な徴兵をもたらした。カウンターカルチャーの本や音楽は「非順応」と「反＝エスタブリッシュメント」の精神を勇気づけた。ニューヨーク市で国連への大規模なデモ行進とペンタゴンでの大規模な抗議が行われ、1968年までに、国民の過半数が戦争に反対するようになった。

### 反核運動
原子力技術の応用は、エネルギー源としても、戦争の道具としても、議論の余地があった。
科学者や外交官は1945年の広島への原爆投下以前から核の軍事利用について議論してきた。だいたい1954年ぐらいからアメリカ国民は、太平洋での広範な核実験に関心を持つようになった。1961年になると、冷戦の緊張が高まり、婦人平和活動グループ「Women's Strike for Peace」によって集められた約5万人の女性たちが、米国の60都市で行進して、核兵器に反対した。1963年、おおくの国が大気中での核実験を禁止する「部分的核実験禁止条約」（PTBT）に批准した。
1960年代初頭に原子力発電所に対する地元の反対がでて、1960年代後半には科学界の何人かのメンバーが懸念を表明しはじめた。1970年代初め、ドイツのワールにある原子力発電所の建設について大きな抗議活動があった。このプロジェクトは1975年に中止され、ワールの反核の成功はヨーロッパと北アメリカの他の地域の原子力発電の反対活動に影響を及ぼした。原子力は1970年代に大衆の抗議活動の核心となった。

### フェミニズム運動
1963年、アメリカのフェミニストのベティ・フリーダンが「新しい女性の創造」を出版し、女性運動に勢いをつけ、「セカンド・フェミニズム」と呼ばれるおおくの女性たちに影響を与えたとき、産業社会での専業主婦としての女性の役割が問われた。グロリア・スタイネムやアンジェラ・ディビスのような他の活動家は、フェミニストの思想を支持し、拡大するため若い世代の女性の多くを組織し、影響を与え、教育した。1960年代後半、フェミニストは抗議活動のなかで、女性に与えられた「サポート」の役割に反抗して、その存在を認められるようになった。いくつかの過激なグループ内の性差別への声明 はパンフレットや書籍に広げられ、新しいフェミニスト意識をもたらすのに影響した。

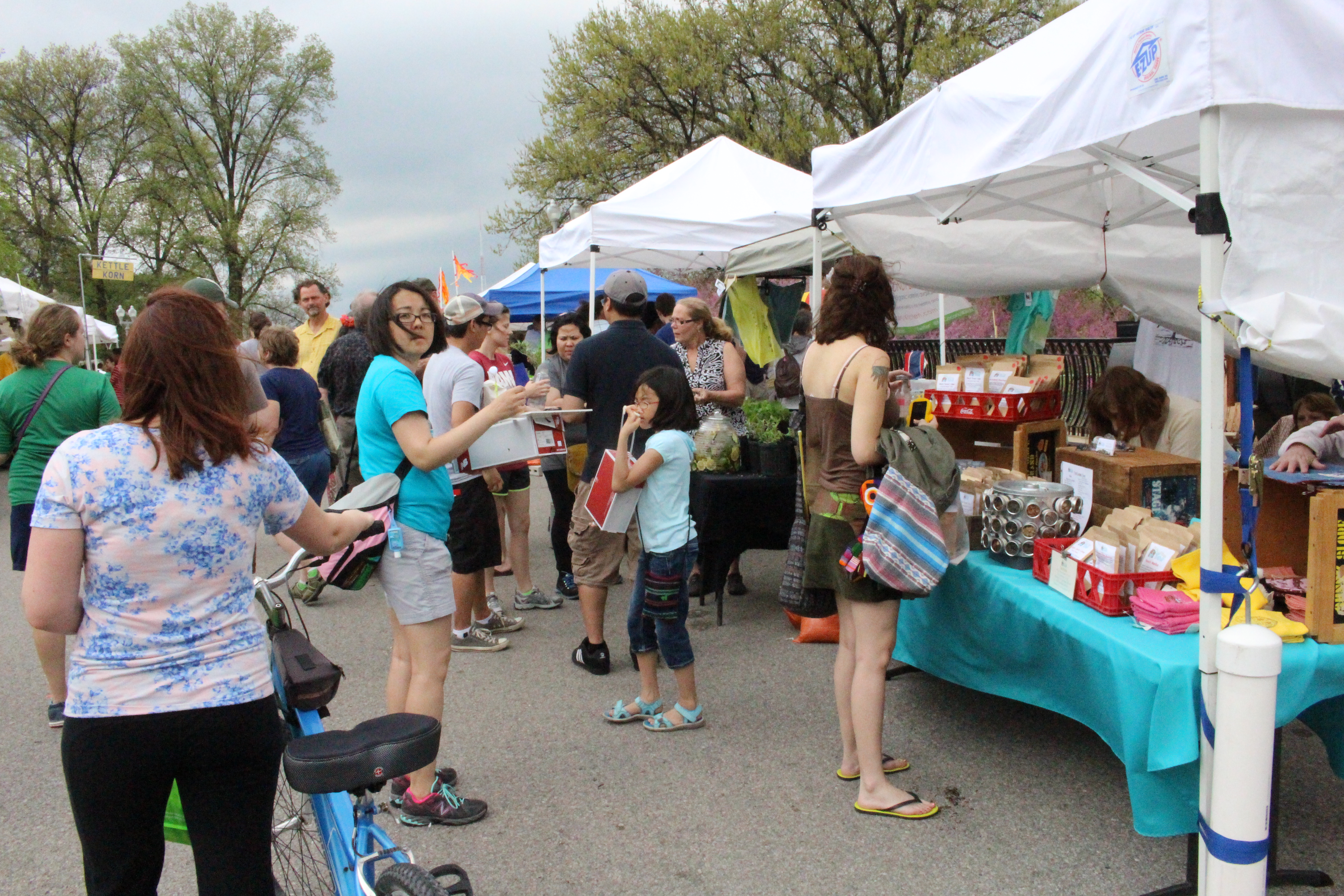
2014年の「アースデー」のフェスティバル。国ではなく、地球というものに意識を目覚めさせ、現代国家がふくむ対立構造を和らげる効果もある。「地球意識」。

### 環境保護運動
1960年代、農業回帰運動の倫理が普及し、農村の共同体はしばしば都会から移住したコミューンだった。
1960年代に影響力のある書籍にはレイチェル・カーソンの「沈黙の春」とポール・R・エーリックの「人口爆弾」がふくまれていた。カウンターカルチャーの環境保護主義者は、人口過密、キング・ハーバード博士の石油危機予測、大気汚染、ゴミ、ベトナム戦争の環境への影響、車依存のライフスタイル、原子力に対する懸念、人口爆発などの意味をすぐに理解した。より広い意味で、彼らはエネルギーと資源配分のジレンマが地政学、生活習慣、環境、および現代生活の他の領域において影響をおよぼすだろうことを見出した。
1970年、はじめての「アースディ」はユースカルチャーへ環境問題を提起するうえで重要だったが、「自然に帰ろう！」というテーマは、1969年のウッドストックフェスティバルの頃、すでにカウンター・カルチャーにおいて流行していた。1970年代のはじめ、「Whole Earth Catalog」や「The Mother Earth News」のようなカウンターカルチャー指向の出版物が人気を博した。1960年代と1970年代初めのカウンターカルチャーは、リサイクルや有機農業などを早期におこなっていたが、やがて主流になった。
1970年代には一般の人々の環境問題の関心が高まった。とりわけ新左翼のエコ・アナキストのマレー・ブクチン（Murray Bookchin）、ジェリー・マンダーの社会に対するテレビの批判、アーネスト・コールレンバッハの小説「エコトピア」、エドワード・アビーの小説とノンフィクションの執筆、E.F.シューマッハーの経済学の本はほんとうに美しい。

### ゲイ解放運動
ストーンウォールの反乱は、1969年6月28日の早朝、ニューヨークのグリニッジヴィレッジにあるゲイバー「ストーンウォール・イン」でおこった警察の襲撃に対する暴力的な反対デモだった。この反乱はゲイコミュニティーの人々がセクシャル・マイノリティを迫害した政府の制度とたたかった米国歴史における最初の例として頻繁に引用されており、米国の同性愛者権利運動の始まりをかざる出来事となった。

## ライフスタイルと文化

### ヒッピー
Wiki内のヒッピー参照。

### マリファナ、LSD、レクリエーションドラッグ
1960年代、LSDユーザーはしばしば薬の強力な作用によって起こる神秘的で宗教的な体験に感動して、意識を高める方法としてその使用を奨めた。それはサブカルチャーと関係して発展し、拡大した。
たとえば、LSDの導師ティモシー・リアリー、それから他のたくさんのサイケデリック・ロックのミュージシャンたち、グレイトフル・デッドやピンク・フロイド、ジミ・ヘンドリックス、バーズ、サーティンスフロア・エレベーター、アルティメイト・スピナッチ、ジャニス・ジョプリン、クロスビー・スティルス＆ナッシュ、ザ・ドアーズ、ブルー・チアー、チェンバース・ブラザーズ、カントリー・ジョー＆フィッシュ、ジェファーソン・エアプレーンズ、そしてビートルズは、すぐに多くの注目を集め、LSDのさらなる関心を高めた。
作家ケン・キージーのような個人がLSD実験に参加し、その世界を気にいると、医療目的以外でのLSDの普及が急がれた。トム・ウルフはLSDのアカデミックではない入り口についての初期の出来事を書き、著書「The Electric Kool Aid Acid Test」で広く読まれた。それはケン・キ―ジ―とメリー・プランクスターズのサイケバスでの旅のドキュメントだった。1965年、Sandoz研究所は、米国政府の使用懸念の要求を受けたのち、まだ合法だったにもかかわらず、研究と精神医学的使用をのぞくLSDの出荷を停止した。
1966年4月までに、LSDの使用は非常に広まり、『タイム』誌はその危険性について警告した。1966年12月、映画「Hallucination Generation」 が上映された。これに続いて1967年に「The Trip」、1968年に「Psych-Out」が続いた。

### サイケデリック研究と実験

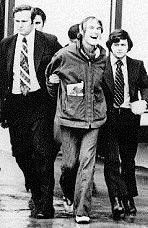
1972年のティモシー・リアリー博士。

サイケデリックに関するほとんどの研究が1940年代から50年代にはじまっていたが、激動の1960年代にはいって、重要な実験がおこなわれた。研究者たちは注目を集め、人気ものとなっていた。同時代のカウンター・カルチャーのリーダーやファンたちはその変化を確実なものにした。ほとんどの研究はハーバード大学などのトップクラスの機関でおこなわれた。

#### ティモシー・リアリー
ハーバード大教授ティモシー・リアリーとその研究チームは、社会の潜在的な変化を期待していた。彼らの研究は、「サイロシビンキノコ」からはじまり、「ハーバードサイロシビンプロジェクト」と呼ばれた。「コンコード刑務所実験」とよばれる研究で、リアリーはサイロシビンが刑務所から釈放された犯罪者の再犯を減らす可能性を調査した。研究セッションののち、リアリーは追跡調査をおこなった。彼は、「釈放された囚人の75％が刑務所にもどらなかった」ことを知る。彼は国家の犯罪問題をこれで解決したと信じた。しかし、おおくの職員がリアリーの研究に懐疑的で、この画期的な発見は前進することはなかった。ドラッグの個人的な体験を通じて、リアリーやおおくの著名な同僚、オルダス・ハクスリー（知覚の扉）やアラン・ワッツ（喜ばしい宇宙論）はLSDが国を超えて、「世界」に平和をもたらすメカニズムなのだと信じていた。彼らが研究をつづけ仕事を公表し、それをメディアが追跡し行動を記録したことから、このカウンターカルチャーのドラッグ実験のトレンドがはじまった。

リアリーは、サイケデリックの研究に興味を持つ人たちに、より組織的な意識を持たせる試みをおこなった。ワシントンの上院委員会に立ち向かい、大学にサイケデリックスのラボラトリーコースの公認を求めた。彼はこのコースは「LSDの無分別な使用を終わらせ、いままでで最も人気があって生産的なコースになるだろう」と言った。またリアリーは「究極の啓発」を模索していた。だが現実にはそうなることはなかった。同僚のラム・ダスは言う。
ティムと私は誰でもどれほどすぐに啓発されるかについて、壁にグラフにしていました。しかし現実の変化がより困難であることを知りました。そう、私たちはサイケデリックな経験が全ての人ためではないという事実を軽視していたのです。
リアリーと研究チームは、ハーバード大学から移転したところで活動を停止した。これらのドラッグによる彼らの法外な望みや積極的なアプローチは法律上ではうまくいかなかった。当局はこの「混沌とした平和」に同意することはなかった。だがサイケデリック・ドラッグとそれを実施した研究者の研究は世界の大部分を根本的に理解していた。それは世界に変化を作り出し、さざ波が生まれ、波をゆるがせている...。

### LSDとMKウルトラ計画―メリー・プランクスターズ

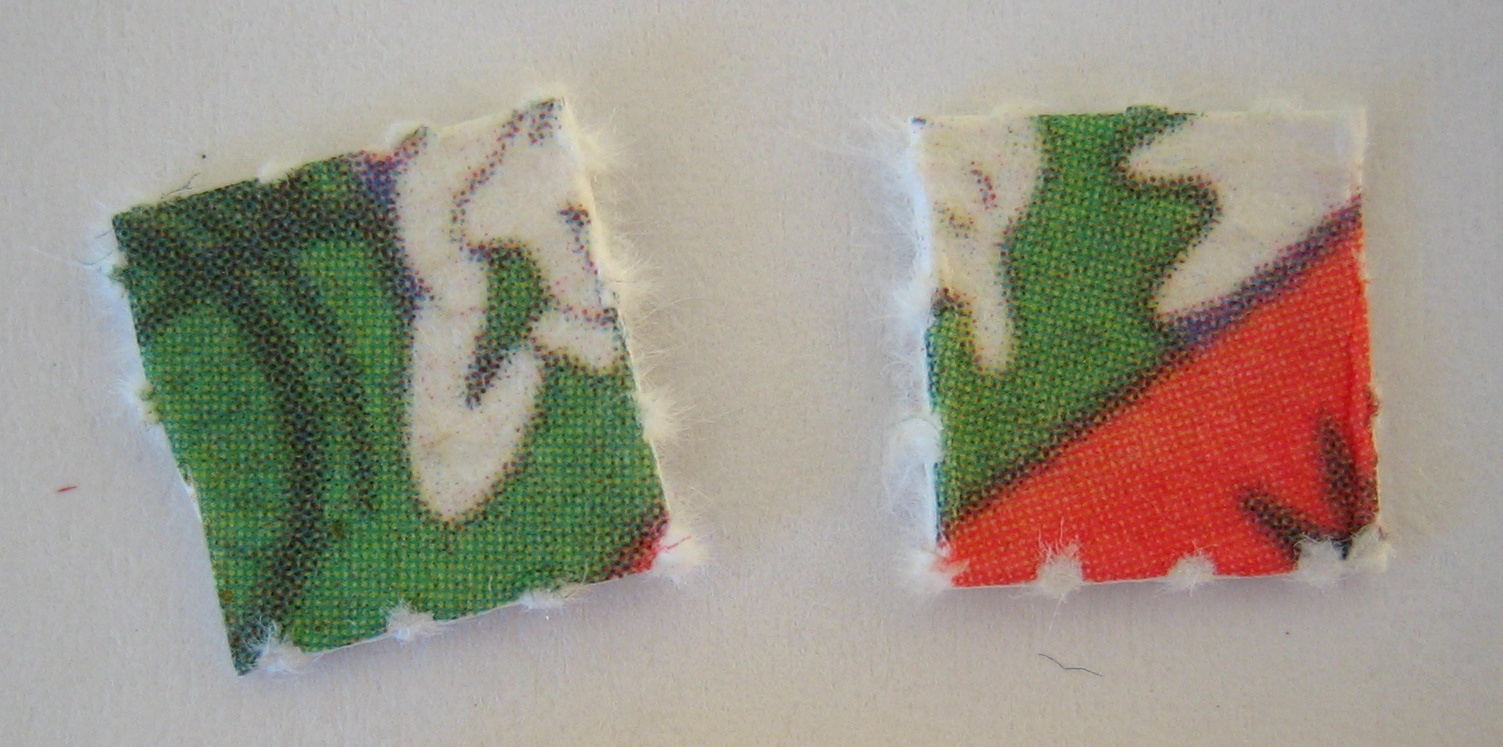
LSDの紙片。プリントはあんがいお好みで、これはカラフルなもの。

1959年から作家ケン・キージーはCIAの洗脳実験である「MKウルトラ計画」の医学研究試験の対象に志願した。
この試験ではLSD、サイロシビン、メスカリン、他のサイケデリック・ドラッグの効果が試めされた。医療試験ののち、キージーは自分自身で実験をつづけ、親しい友人を巻き込んだ。集まったメンバーは 「陽気な悪ガキ（メリー・プランクスターズ）」として知られるようになった。プランクスターズはハーバード大学のLSDの導師ティモシー・リアリーの実験室を訪れ、ニューヨークの隠れ家でLSDや他のサイケデリック・ドラッグで内面的な成長に基づいた精神実験を試みた。1964年夏、ケン・キージーとメリー・プランクスターズは「Furthur号」というサイケデリックバスに乗ったアメリカ大陸横断の旅をはじめ、そこでも実験はつづいた。
メリー・プランクスターズは1950年代のビートジェネレーションと1960年代のサイケデリックシーンとのあいだに直接リンクを貼った。
バスはビートニクスのアイコンであるニール・キャサディによって運転された。ビート詩人だったアレン・ギンズバーグはヒッピー時代の時流に乗った。キャサディの友人、著書「路上」で有名なジャック・ケルアックも誘ったが、ケルアックはプランクスターズへの参加を断った。プランクスターズは、カリフォルニアに戻ったのち、カリフォルニアのキージーの家や西海岸の会場で開催されたLSD服用を「アシッドテスト」と名付けた。この旅は1960年代という時代の性質をかたちづくった。大陸横断の道中を記したトム・ウルフの「The Electric Kool Aid Acid Test」は新しいジャーナリズムの傑作となった。

### その他の幻覚剤
LSD、ペヨーテ、マジックマッシュルーム、MDA、マリファナ、およびその他のサイケデリック・ドラッグをもちいた実験は、哲学、芸術、音楽、ファッションスタイルに影響を与えた、やがてそれはカウンターカルチャーの主要な構成要素となった。ジム・デロガーティスは、サイケデリック・アルカロイド・メスカリンを含む小さなサボテン「ペヨーテ」は、テキサス州オースティンで広く入手可能だと書き、1960年代はじめ、文化拠点となった。

### セックス革命
セックス革命（「セックス解放」ともよばれる）は、1960年代から1980年代にかけての西側諸国のセクシュアリティと対人関係に関する伝統的な行動規範に挑戦する社会運動だった。セックス革命は、伝統的な「異性間（男女）」、「一夫一婦関係（主に結婚）」以外の性的関係の受け入れを増加させた。避妊薬とピル、公共の場でのヌード、婚前セックスの一般化、同性愛とオルタナティブな形でのセクシャリティ、そして中絶の合法化がつづいた。

### オルタナメディア
アンダーグラウンド新聞はおおくの街や大学におかれた。カウンターカルチャーを定義し、文化のコミュニケーション範囲を定めるのに役立った。急進的な政治の「エスタブリッシュメント」だった。カラフルで実験的（ドラッグの影響）なアプローチで、芸術、音楽、映画館、そして自由の象徴としてのセックスとドラッグに奔放に耽った。また新聞には、しばしば漫画が含まれ、そこからアングラコミックが派生した。

### フリスビー
社会的規範から疎外された若者が増えるにつれ、彼らは抵抗し、オルタナティブをさがした。逃走と抵抗は、社会活動、オルタナライフスタイル、ファッション、音楽、フリスビーなどのレクリエーション活動であらわれた。ヒッピーがフェスティバルやコンサートでフリスビーを投げたことから、現在、人気のディスク・スポーツが登場した。ディスク・フリースタイル、ダブル・ディスク・コート、ディスク・ガット、アルティメットとディスク・ゴルフはこのスポーツの最初のイベントとなった。

### アヴァンギャルドアートと反＝美術

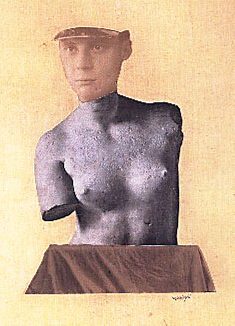
1920年代のダダイストのコラージュ。フルクサスとも通じるユーモア、パロディ（お笑い）に近い感性もあり、体制や規範的な観客をからかっているようでもある。

#### シチュアシオニスト
シチュアシオニスト・インターナショナル（国際状況主義連盟）は、1957年に設立され、1968年5月、フランスの五月革命の前例のない規模でのストライキ活動に影響をあたえた国際的な革命グループである。
その考え方はマルクス主義とヨーロッパの20世紀の前衛芸術に根ざした。状況主義者は人間の原始的な欲望充足とすぐれた情熱追求のため、資本主義の秩序を認めながらも、「べつの状況」をつくることを提唱した。そしてこの目的のため、より欲望充足に有利な「状況」のなかで実験をこころみた。アートから引きだされた方法をもちいて、統一的なアーバニズムや心理学のような状況をつくりだすための一連の実験的な研究フィールドを発展させた。状況主義者は進んだ資本主義の中でその情熱の妨げとなるものと戦った。
その理論はギー・ドゥボールの著書「スペクタクルの社会ーThe Society of the Spectacle」でピークに達した。1967年、ドゥボールはマスメディアや広告などがもつ「スペクタクルな機能」が、実際のひとびとの生活の資本主義的劣化を隠すための「偽の現実」をあらわす中心的役割を果たしていると主張した。ブリュッセルの作家ラウル・ヴァネイジェムは「日常生活の革命」を書いた。この本では「日常生活」の分野をコミュニケーションと参加が起こる場所とし、一般的にそこは偽装され擬似形式に抽象化されてしまっているとした。

#### フルクサス
フルクサス（「流れるように」という意味のラテン語から取った名前）は、1960年代にさまざまな芸術的メディアと教養をまぜあわせた、有名芸術家、作曲やデザイナーの国際的なネットワークだ。
彼らは、ネオダダのノイズ音楽、視覚芸術、文学、都市計画、建築、デザインで活躍していた。フルクサスはインターメディアの表現としても知られている。1966年のエッセーで、アーティストDick Higginsが作った用語である。「DIY-Do it yourself」という美学を奨励し、複雑さよりも単純さを重視した。フルクサスのアーティスト、ロバート・フィリウーが書いたように、それ以前のダダとおなじく、フルクサスは「反商業主義」と反美術の流れをふくみ、従来の市場主導のアート界を蔑視していた。しかし彼らにはダダとは異なってより豊かな志があり、その肯定的な社会共同体志向はグループの反美術的傾向を上回った。

#### ブラックマスク
1960年代には、ダダの影響を受けたアートグループ「ブラックマスク」は、革命的なアートは原始社会のように生活の一部であるべきで、富への付属物ではないと宣言した。ブラックマスクはでニューヨークでの「破壊アートイベント」のチラシを無料ドリンクつきでホームレスに贈った。その後、「The Motherfuckers 」がブラックマスクとアングリーアーツと呼ばれる別のグループの組み合わせから成長した。彼らは、ニューヨーク市に拠点を置くアナーキストグループと親しかった。

### ROCK
1960年代、アメリカでは英国の新しいロック・ミュージシャンが人気となり名声を得ていた。
ビートルズのようなアーティストは、イギリスの同胞が米国市場に参入する道を開いた。ビートルズ自身、数多くのアーティストに影響を受けた。アメリカのシンガーソングライター、ボブ・ディランからは歌詞のインスピレーションとマリファナを吸うことを教わった。プロテスタント・シンガーとしてのディランの初期のキャリアは、ピート・シーガーと彼のヒーロー、ウディ・ガスリーのようなアーティストに触発されていた。その他のフォークシンガーは、ジョーン・バエズやピーター・ポール＆マリーのように時代の歌をうたい、新しいファンや一般に知られるようになる。

#### サイケデリック・ロック

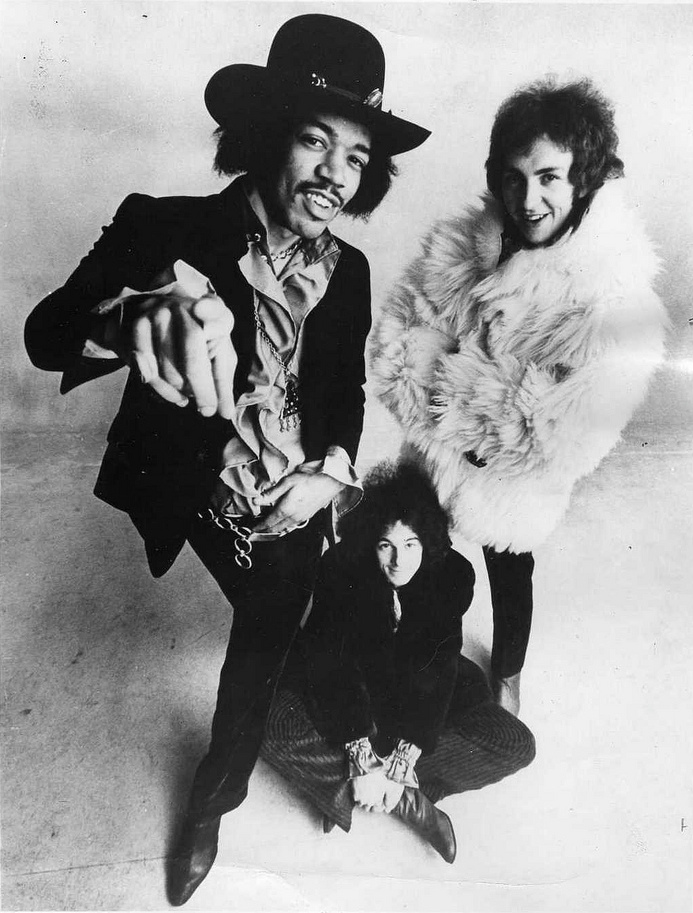
天才ギターリスト、ジミ・ヘンドリックスはカウンターカルチャーを代表するアーチストのひとり。余談だが、日本では中崎タツヤの漫画「じみへん」が地味に知られている。

1960年代の音楽はエレクトリックやサイケデリック・ロックへとうつりかわった。1965年、ニューポート・フォーク・フェスティバルでエレキギターを演奏したボブ・ディランの決定の恩恵もある。ロックの新たな普及はサイケデリック・ロックをつくり、そののち、13thフロアエレベーターズや英国のバンド、ピンク・フロイド、ビートルズのようなアーティストによるサイケデリック・ロックを形づくった。
ビーチ・ボーイズの1966年のアルバム『ペット・サウンズ』はブライアン・ウィルソンが書いた曲が、ほかの現代的な音楽のためのインスピレーション源となった。特にビートルズの『サージェント・ペパーズ・ロンリー・ハーツ・クラブ・バンド』に直接の影響がみられる。シングル曲、「Good Vibrations」が世界的に1位になり、人々の記録の認識が変化した。この時期、期待されていたアルバム「スマイル」がリリースされた。しかし、プロジェクトが崩壊し、ビーチ・ボーイズは「スマイリー・スマイル」と呼ばれるダウングレード版をリリースした。それは大きな商業的成功をもたらさなかった。
ビートルズは、1960年代後半に「サイケデリック革命」（例えばアルバム『リボルバー』、『サージェント・ペパーズ・ロンリー・ハーツ・クラブ・バンド』、『マジカル・ミステリー・ツアー』など）でもっとも商業的成功を収めたバンドとなった。アメリカではカウンターカルチャーを代表するバンドが成功していた。ママス&パパス、ビッグブラザー&ホールディングカンパニー、ジミ・ヘンドリックス、ジェファーソンエアプレイン、ドアーズ、そしてスライ&ザ・ファミリー・ストーン。さらに、グレイトフル・デッド、ニール・ヤング、デヴィッド・ピール、フィル・オックス、ザ・ファグス、クイックシルヴァー・メッセンジャー・サービス、ジョン・セバスチャン、メラニー、ザ・マザーズ・オブ・インヴェンション、キャプテン・ビーフハート・アンド・ヒズ・マジック・バンド、サンタナ、クロスビー、スティルス、ナッシュ&ヤング、ショッキングブルー、カントリー・ジョー&フィッシュ、それにザ・ホーリー・モーダル・ラウンダーズなどのミュージシャンはカウンターカルチャーの動きの鍵とみなされた。

#### ニューヨーク
ヒッピーのシーンはカリフォルニアで生まれたが、 より先鋭的なシーンは前衛芸術やアート音楽盛んなニューヨークに登場した。ヴェルヴェット・アンダーグラウンドのようなバンドは、アンディ・ウォーホルの伝説的なファクトリーを中心としたアンダーグラウンド音楽シーンから生まれた。1966年から1967年にかけて、ヴェルヴェット・アンダーグラウンドは「the Exploding Plastic Inevitable」とよばれるウォーホルらが催すマルチメディアイベントに曲を提供した。当時、ヴェルヴェット・アンダーグラウンドの歌詞は性的フェティシズム、トランスジェンダー、ウォーホル・ファクトリーとそのスーパースターに関するハード・ドラッグの使用についての議論をふくみ、猥褻だと考えられていた。

パンクの源流のひとつにはデトロイト・ロックがあげられる。その激しいガレージサウンドはパンクなど、さまざまなジャンルに影響を与えた。

#### デトロイト
デトロイトのMC5も1960年代後半のアンダーグラウンドのロックシーンから出てきた。MC5は彼らの曲「Motor City Is Burning（1943年デトロイト暴動を1967年に対応させたジョン・リー・フッカーのカバー）」のように、しばしば時代の社会政治的なものとカウンター・カルチャーを融合させた、ガレージロックのよりアグレシヴな進化系を提示した。MC5は、アナーキストアート集団の「The Motherfuckers」やジョン・シンクレアのホワイトパンサー党などの急進的な左派組織と結びついていた。また彼らは、1968年のシカゴでの民主党全国大会（ベトナム戦争に抗議した警察と学生の悪名高い暴動、そしてのちに続くマーティン・ルーサー・キングとロバート・ケネディの暗殺）で長いパフォーマンスをおこなった。現在、MC5とザ・ストゥージーズと前述のヴェルヴェット・アンダーグラウンドは、1970年代後半にパンク・ロックやヘビーメタルの音楽につながる前＝パンクサウンドに影響を与えたとみられている。

#### テキサス
カウンターカルチャーの南部での拠点は、テキサス州のオースティンだった。その時代の２つの伝説的な音楽会場、「Vulcan Gas Company」や 「The Armadillo World Headquarters」があり、そして才能豊かなミュージシャンたち、ジャニス・ジョプリン、13thフロア・エレベーターズ、それからスティーヴィー・レイ・ヴォーンなどを生んだ。オースティンは、大規模な新左翼活動家の本拠地でもあった、The Rag、そして最先端のグラフィックアーティスト、漫画「Fabulous Furry Freak Brothers」のクリエイター、ギルバート・シェルトン、アングラ漫画のパイオニア、ジャック・ジャクソン、シュールレアリズム・アルマジロアーティスト、ジム・フランクリン。

#### ロック・フェスティバル
1960年代はロック・フェスティバルの時代でもあった。
それはアメリカ全体にカウンターカルチャーをひろめる上で重要な役割を果たした。アメリカでのジミ・ヘンドリックスのキャリアをスタートさせたモントレー・ポップ・フェスティバルは、このフェスティバルの中で初めてのものだった。1968年から1970年のワイト島フェスティバルの英国は、ザ・ドアーズ、ジョニ・ミッチェル、ジミ・ヘンドリックス、ディランなどのビッグネームが演奏した。1969年のウッドストックフェスティバルはこのムーブメントの象徴となった。1970年ワイト島フェスティバルではより多くの人が集まった。一部の人は、ローリング・ストーンズが行った悪名高いオルタモント・フリーコンサートで時代が突然終わったと信じている。ヘルス・エンジェルスのセキュリティが黒人青年の観客のを刺し、会場は混乱におちいった。

#### 1960年代ロックの傾向
サイケデリック革命が進むにつれて、ロックの歌詞はより複雑なものとなっていった（たとえばジェファーソン・エアプレインの「ホワイト・ラビット」 ）。ロングプレイのアルバムは、やがてアーティストがシングル曲（たとえば、ザ・マザーズ・オブ・インヴェンションの「フリーク・アウト!」）のみで、より深いメッセージを伝えることを可能にした。シングル曲の時間のルールが延びてゆき、3分以上続く「長いシングル」があらわれはじめる。ディランの「ライク・ア・ローリングストーン」やアーロ・ガスリーの「アリスのレストラン」、それからアイアン・バタフライの17分にわたる「In-A-Gadda-Da-Vida」。1960年代、プロテストソングは個人的な政治の重要性を獲得する。フィル・オックスの「I Ain't Marching Anymore」やカントリー・ジョーの「I-Feel-Like-I'm-Fixin'-to-Die-Rag」など反戦歌がこの時代にとって重要なだった。

### ジャズ

#### フリー・ジャズ

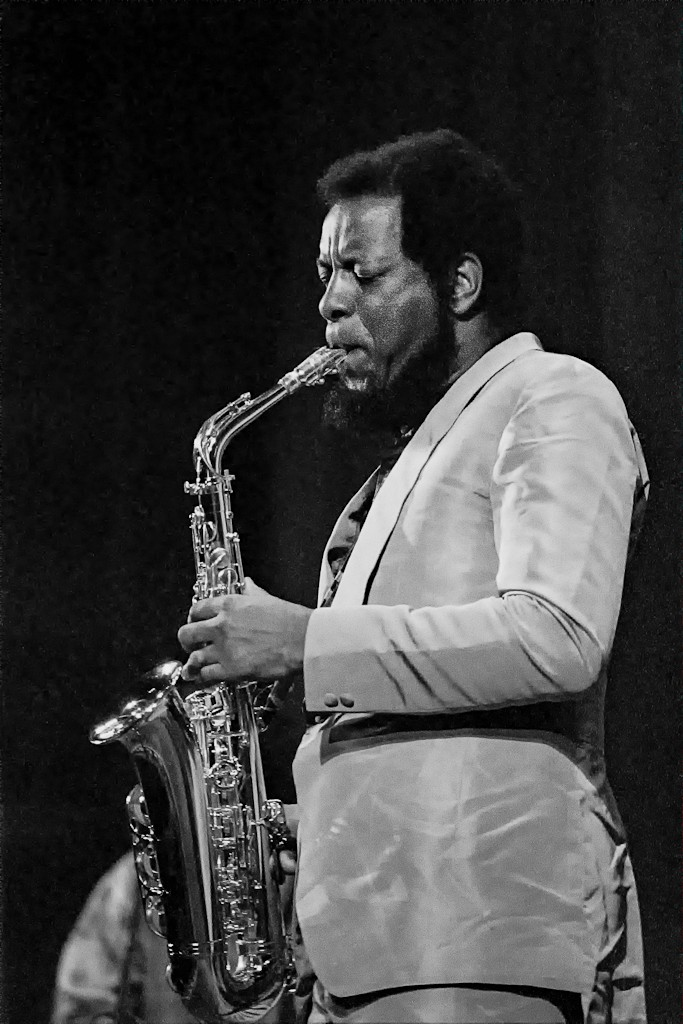
フリー・ジャズのサックス奏者オーネット・コールマン

フリー・ジャズは、1950年代と1960年代に発展したジャズ音楽へのアプローチである。フリー・ジャズの作曲家が作曲した音楽はさまざまだが、彼らは1940年代から1950年代にかけてのビバップ、ハード・ボップ、モーダル・ジャズの限界に飽きたらなかった。フリー・ジャズ・ミュージシャンはそれぞれ独自の方法で、従来のジャズを変更、拡張、または解体しようとした。固定されたコードの変化やテンポのような、ジャズの不変の特色を採らないことがおおかった。通常、フリー・ジャズは実験的で前衛的であると考えられているが、オーネット・コールマンの曲を聴けば、ジャズのルーツを再発見し、集団的な即興を重視する試みであることがよくわかる。
フリー・ジャズは、1950年代のオーネット・コールマンとセシル・テイラーの革新、サックス奏者のジョン・コルトレーンの後期作品に深く関係している。他の重要な先駆者には、チャールズ・ミンガス、エリック・ドルフィー、アルバート・アイラー、アーチー・シェップ、ジョー・マンリー、サン・ラが含まれている。今日の「フリー・ジャズ」は一般的に使用されている用語だが、「アバンギャルド」や「energy music」、「The New Thing」など、ゆるやかに定義されたムーブメントを表現するために使用されている。1960年代初期と1960年代の全盛期には、「ESPディスク・レコード」や「BYGレコード」などのインディペンデスレーベルと同様に、「プレスティッジ・レコード」、「ブルーノート」、「インパルス!」などの既存レーベルから数多くのフリー・ジャズがリリースされた。

#### フリー・インプロヴィゼーション
フリー・インプロヴィゼーション（即興）またはフリー・ミュージックは、演奏するミュージシャンの論理や傾向を超えたルールなしの即興音楽である。この用語はミュージシャンが使用する技術とジャンルの両方を指すことがある。音楽ジャンルとしてはフリー・ジャズと現代音楽の派生で、1960年代後半、アメリカとヨーロッパで開発されたがメインストリームではそれほど有名ではない。しかし実験的なサークルのあいだではサックス奏者のエヴァン・パーカー、アンソニー・ブラクストン、ペーター・ブロッツマン、ジョン・ゾーン、ドラマーのクリスチャン・リリンガー、トロンボーン奏者ジョージ・ルイス、ギタリストのデレク・ベイリー、ヘンリー・カイザー、フレッド・フリス、即興集団アート・アンサンブル・オブ・シカゴやAMMなどが知られている。

#### 1960年代ジャズの傾向
アメリカの音楽会社オールミュージックは、「1967年頃まで、ジャズとロックの世界はほぼ完全に分離していた」と述べている。「ジャズ・ロック」（または「ジャズ/ロック」）という用語は、しばしば「ジャズ・フュージョン」という用語の同義語として使用される。ただし、2つの用語を区別する者もいる。フリー・スピリッツは時には最も初期のジャズ・ロック・バンドとして引用されている。クリームやグレイトフル・デッドのようなロック・グループは、「自由形式の即興演奏を実験する」ことで、「ジャズの要素を音楽に取り入れ」はじめた。ブラッド・スウェット・アンド・ティアーズのようなグループは、ジャズの伝統から高調波、旋律、リズミカル、インストルメンタル要素を直接借りた。

#### ジャズとロックの相互浸透
ジャズのアイデアを取り入れたロック・グループ（ソフト・マシーン、コロシアム、キャラヴァン、ニュークリアス、シカゴ、スピリット、ザ・マザーズ・オブ・インヴェンションなど）は、2つのスタイルのブレンドをエレクトリック楽器でおこなった。ジャズ・ロックは1960年代後半から70年代初頭にかけてアーチスティックで野心的なロックのサブジャンル、サイケデリック、プログレッシブ・ロック、シンガー・ソングライターなどのムーブメントから生まれた。1969年8月にレコーディングされたマイルス・デイヴィスの『ビッチェズ・ブリュー』のセッションは翌年にリリースされた。ジャズの通常のスウィング・ビートを放棄し、エレクトリック・ベースでロック・スタイルのバックビートを採用した。それは「電子楽器とギター、さらにはパーカッションの高密度ミックスによる大規模なアンサンブルによる混合フリー・ジャズ」の登場だった。デイヴィスはトランペットをエレクトロニック・エフェクトやペダルで演奏することでロック的なジャズをつくりだした。このアルバムがデイヴィスにゴールド・レコードを与える一方で、エレクトリック楽器やロック・ビートの使用は保守的なジャズ評論家に驚きをあたえた。

### 映画

#### ヌーベルバーグ
フランスでは「ヌーベルバーグ」という言葉は、1950年代後半から1960年代にかけてフランスの映画制作者グループのために批評家によってつくられた包括的用語であり、イタリアのネオリアリズムと古典的なハリウッド映画の影響を受けていた。ヌーベルバーグの監督たちは形式的に組織された動きをしたわけではなかったが、古典的な映画のスタイルである拒絶と偶像破壊精神によって結びついていた。彼らのおおくは、時代の社会的、政治的な変転にも取り組んでおり、保守的な枠組みのなかで編集、ビジュアルスタイル、物語のラジカルな実験をおこなった。
リヴ・ゴウシュ（左岸）グループは、フランスのヌーベルバーグの映画監督たちのグループの代表で、はじめに作家リチャード・ラウドによってそう呼ばれた。右岸グループへの返答として、映画雑誌カイエ・デュ・シネマで有名なクロード・シャブロルでフランソワ・トリュフォー、ジャン・リュック・ゴダールなどの映画監督で構成された。左岸の監督たちには、クリス・マーカ、アラン・レスナ、アネネス・バルダも含まれる。ラウドによれば、政治的左派のアイデンティティ同様、ゴウシュ派は「ボヘミアン生活の愛好家のため、右岸にはガマンできず、文学とプラスチックアートに関心をもち、そのうちに実験映像が面白くなった」という。

#### 世界のニューウェーブ
1960年代に登場した他の「新しい波」は、新ドイツ映画、チェコスロヴァキアニューウェーブ、ブラジルシネマノヴォ、そして日本ニューウェイヴだ。1960年代、「アート・フィルム」という用語は、ヨーロッパよりも米国でははるかに広く使用されはじめた。米国では、この用語は、外国語（英語以外の）のいわゆる「作家」映画、インディペンデント映画、実験映画、ドキュメンタリー、短編映画など、幅広く定義されることがよくある。1960年代には、「アート・フィルム」は、アメリカでは洗練されたイタリアとフランスのB級映画を婉曲表現していた。1970年代になると、この言葉はスウェーデンの映画「私は好奇心の強い女 (イエロー版)」のような芸術的でセクシャルなヨーロッパの映画を表現するために使用された。1960年代はアートフィルムの重要な時期だった。ミケランジェロ・アントニオーニ、フェデリコ・フェリーニ、ピエール・パブロ・パゾリーニ、ルイス・ブニュエル、ベルナルド・ベルトリッチのような監督が、カウンターカルチャーの特色を持った何本もの画期的なヨーロッパ芸術映画を生み出した。

### テクノロジー
1986年、セオドア・ローザックのエッセイ「悟りからシリコンヴァレーへ」やジョン・マークオフの「The Dormouse Said」のような著作は、初期のパーソナルコンピューティングのパイオニアの多くが西海岸のカウンターカルチャーからあらわれたことを指摘した。多くの初期のコンピューティングとネットワーキングのパイオニアは、1960年代後半から1970年代初めにLSDを発見し、バークレー、スタンフォード、MITのキャンパスをさすらったのち、社会カーストとの「不適応」から、近代的な技術を形づくるためシリコンバレーへ向かった。

## 対抗文化に対する反動
カウンター・カルチャーのような若者のポジティブな文化も、反動的な保守派にとっては激怒するための材料だった。コロンビア大学のカウンターカルチャーの授業では次のように教えている。「歴史家は、アメリカの政治と社会に全体へのカウンターカルチャーの影響について反対しており、ほとんどの場合、同様の言葉で表現している。たとえば、右派のロバート・ボークは著書のなかで「現代リベラリズムとアメリカの衰退」と述べ、左派のトッド・ギッテインは著書「希望の年、激怒の日」（ニューヨーク：バンタムブックス、1987）のなかで、「勝手気まま、幼稚、非合理、自己愛的、さらには危険なもの」として特徴づける。それでも、リベラルと左派の歴史家は建設的な要素を見いだし、右派は見いだせない傾向がある」。
マッカーシーの赤狩りを支持した右派のジョン・ウェインは、1960年代の社会プログラムの側面を福祉国家の台頭と見なしていた。「わたしが南カリフォルニア大学（USC）の2年生だった20代後半、わたしは社会主義者だった。まぁ、大学をでたときはそうではなかったが。わたしはヤツらが、座っているだけで福祉を受けられるべきだとは思わない。教育ある馬鹿どもが、世界が借金を負っていると思う、怠惰で不平を言うヤツらに対して、なんで謝罪しているのかを知りたい。警官の顔に唾を吐く臆病者や司法の後ろを走る感傷的なのになぜ言い訳をするのか知りたい。わたしには何人かの犯罪者の命を救うためにプラカードを人々を理解することはできないし、かつ無実の犠牲者も考えられない」。カリフォルニア州の右派の元知事で、米国の第40代大統領になったネオ・リベラリスト、ロナルド・レーガンは、あるデモ参加者のグループのメッセージにコメントした。「彼らは「戦争ではなく愛をつくろうというメッセージを掲げていた。唯一の問題は、彼らがどちらもおこなうことができないように見えたことだった」」。
60年代、保守的な生徒たちはカウンターカルチャーに異議を唱え、エドガ―・フーバーの共産主義研究、大学共和党のような学生組織に参加し、「ジェンダーの規範を強化するギリシャの行事」を組織するなど、右派の政治運動を実施した。

## 21世紀への影響
意図しない結果、クリエイティブな成果、カウンターカルチャーが時代に及ぼした長い影響力は、現在なお活発に議論され、ときに称賛されつづけている。豊かな若者としばしば貧困に苦しんできた両親との間の「世代間格差」は、1960年代の文化の重要な要素だった。
カウンターカルチャーがビート世代を内包した時代、後継世代への道をゆずった時代、その時代のあいだにおこったことについては議論の余地がある。有名なイギリスの「アンダ―グラウンド アンド カウンターカルチャー」の作者、バリー・マイルスは述べる。「わたしには70年代は60年代おきていたことが本当におこった時代のように見える。これは極端な時代だ。人々はよりおおくドラッグをきめ、 より暴力的に抗議し、エスタブリッシュメントへのおおくの反対にでくわしたんだ」。それはイアン・デューリーが言うように「セックスやドラッグ、ロックンロールの時代」だった。1960年代、カウンターカルチャーの爆発の参加者は、イギリス、アメリカが中心だった。彼らは、おもにベトナム戦争に反対していたが、70年代にはそのアイディアは世界中に広がった。

2003年、作者で元フリースピーチ運動家のグリール・マーカスは言った。
 40年前に起こったこと（1960年代）は歴史である。それは短いトレンドではない。イラク戦争に反対行進する人はだれでも、いつでも、数年前に起こった同様の抗議の力とよろこびと満足感とを記憶している。過去のカウンターカルチャーは自分の違いが重要であるという感覚を人々に与えるので、それがカウンターカルチャーではないということは重要なことではない。
グレイトフルデッドの作詞家で自称「サイバーリベリアン（cyberlibertarian）」のジョン・ペリー・バロウは、デジタル時代に進むカウンターカルチャーの動きについての質問に対して次のように答えた。
10代にビートニックからはじめ、ヒッピーになり、それからサイバーパンクになったオレは今でもいまだカウンターカルチャーのメンバーだ。でも、それをなんて呼ぶべきかなのかわからないし、それは良いことだと思っていた。なぜならアメリカのカウンターカルチャーが一度名前をつけられたると、メディアはそれを組み合わせることができ、広告業界はそれをマーケティングしてしまう。でも、わかるだろ、今オレはそれが良いことだとは確信していない。集まる旗がないんだ。名前がないとムーブメントをまとめ合わせられないんだよ。

逆に、 フリースピーチ主義者と社会人類学者のジェントリ・アンドレスは、彼女が住み学んだカウンターカルチャーのコミュニティーのなかで以下のような自由が支持されていることに気がついた。
自分自身の可能性を探求する自由、自由な自己を創造する自由、個人的な表現の自由、スケジュールからの自由、厳格に定義された役割やヒエラルキーからの自由。
彼女は、カウンターカルチャーが子供の教育を変更し、 「美意識、自然に対する愛情、音楽に対する情熱、反省への欲求、あるいは強く自立した独立性」を落胆させるのではなく、むしろ励ましていることに気がついた。

2007年、メリー・プランクスターのキャロリン・マウンテン・ガール・ガルシアは以下のようにコメントしている。
ベン・アンド・ジェリーのアイスクリームのナッツのようなものだわ。それは完全に混じり合っている。エキセントリックなことがもう外人っぽいことじゃなかったら、素敵ね。わたしたちはいろんな方法でこの国の多様性を受け入れてる。わたし、そのことがわたしたちにとって大きな貢献だったと思うの。

## 主な人物
- モハメド・アリ（ボクサー、良心的徴兵忌避者）
- ニール・ヤング（フォーク・ミュージシャン）
- ジム・モリソン（ロック歌手、詩人）
- ジョーン・バエズ（フォーク・ミュージシャン、活動家）
- ボビー・シール（ブラック・パンサー党）
- ヒューイ・ニュートン（ブラック・パンサー党）
- ラップ・ブラウン（ブラック・パンサー党）
- レニー・ブルース（コメディアン、社会評論家）
- ウィリアム・バロウズ（作家、同性愛者、ドラッグ使用者）
- ジョージ・カーリン（コメディアン、社会評論家）
- レイチェル・カーソン（作家、環境保護論者）
- ニ―ル・キャサディ（メリー・プランクスターズ、文学的文化人）
- デヴィッド・クロスビー（ミュージシャン）
- アンジェラ・デイビス（左派活動家）
- ボブ・ディラン（ミュージシャン）
- ジェーン・フォンダ（女優、活動家）
- ピーター・フォンダ（俳優、活動家）
- ジェリーガルシア（ミュージシャン）
- アレンギンズバーグ（ビート詩人、活動家）
- チェ・ゲバラ（キューバの政治家、革命家庭）
- ヒュー・ヘフナー（出版人）
- ジミ・ヘンドリックス（ロック・ミュージシャン）
- アビー・ホフマン（イッピー、作家）
- デニス・ホッパー（俳優、監督）
- ジェック・ケルアック（作家、初期のカウンターカルチャー、転向者）
- ケン・キージー（作家、メリー・プランクスターズ）
- ティモシー・リアリー（教授、LSD擁護者）
- ジョン・レノンとオノ・ヨーコ（ミュージシャン、アーティスト、活動家）
- ユージン・マッカーシー（反戦政治家）
- グラハム・ナッシュ（ミュージシャン、活動家）
- ジャック・ニコルソン（脚本家、俳優）
- リチャード・プライアー（コメディアン）
- ジェリー・ルービン（Yippie、活動家）
- エド・サンダース（ミュージシャン、活動家）
- マリオ・サビオ（フリースピーチ/学生権利活動家）
- ピート・シーガー（フォーク・ミュージシャン、活動家）
- ジョン・シンクレア（詩人、活動家）
- ゲイリースナイダー（詩人、作家、環境主義者）
- ハンター・S・.トンプソン（ジャーナリスト、著者）